# Nomada opposita
Nomada opposita är en biart som beskrevs av Cresson 1878. Nomada opposita ingår i släktet gökbin, och familjen långtungebin. Inga underarter finns listade i Catalogue of Life.